# 賈桃樂學習主題館
賈桃樂學習主題館是勞動部勞動力發展署桃竹苗分署於2014年所成立之職涯發展中心，位於新竹市北區，與桃竹苗分署新竹就業中心共用部分空間，主要樓層分布於地下一樓至地上二樓，為臺灣公部門首座以終身職涯為概念打造並結合職涯探索及體驗進行策展規劃之主題館。

## 設立背景
勞動部勞動力發展署桃竹苗分署所屬之新竹就業中心，因原位於新竹市武陵路之辦公空間不敷使用，故於2014年搬遷至原審計部臺灣省新竹市審計室辦公廳舍的光華東街現址。適逢行政院勞工委員會升格為勞動部，就業服務及職業訓練的領域擴展至更為注重整體勞動力的開發、運用及提升的層次。作為就業服務第一線的就業中心，其定位不再只是受理民眾請領失業給付，它被賦予更多的任務──扮演區域勞動力運籌的角色。
搬遷的新竹就業中心，有了更多的空間可以運用，在評估勞動力發展需求及就業服務安全網絡，並考察歐美、日韓等國家針對職涯發展與規劃的設計後，便以打造「一站式」就業服務中心為理想進行建置；同時，考慮到青年失業率居高不下，初入職場的青年勞工尋職遭遇的主要困境是「經歷不足」和「不知道自己適合做哪方面工作」 ，故規劃在此之中設立賈桃樂學習主題館，用以提供職涯發展、就業準備及職業體驗等服務，給所有在職涯中有需要被幫助的對象。
「賈桃樂」為「呷頭路」的台語諧音，意思是快樂就業。賈桃樂學習主題館的使命，是希望如同燈塔般在職涯規劃及就業準備上，引導個人能邁向職涯的康莊大道，其在職涯服務上與新竹就業中心搭配，使就業服務可以從職涯探索、就業準備到求職求才，都在同一個建築物內完成。對此，建築物在樓層的配置上也根據不同求職歷程進行安排，從地下一樓的職涯體驗到一樓的自我探索，再到二樓的就業準備，最後是三樓的就業服務，可謂是全臺第一座結合就業中心及職涯發展中心的一站式服務之館舍。
賈桃樂學習主題館五週年紀念影片中，促成賈桃樂設立的主要推手之一、時任行政院勞工委員會職業訓練局局長林三貴表示，升級的「2.0版」就業中心，融入職涯發展的觀念並結合求職及就業準備、職涯探索及體驗，對於前來洽公的民眾可以帶來不同的視界；目的是希望讓前來求職諮詢的民眾能夠有擁有美好就業願景，能夠樂在就業 。

## 歷史事紀

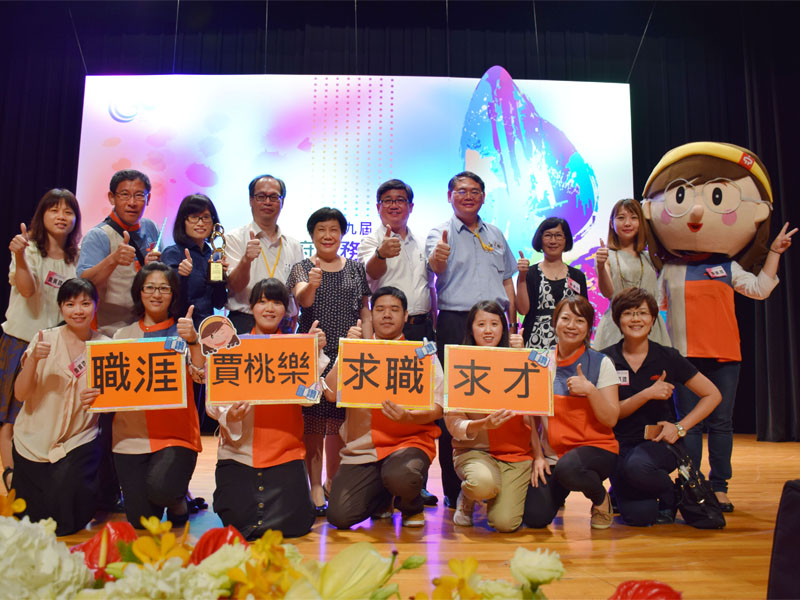
榮獲第九屆政府服務品質獎

2014年4月29日，於新竹就業中心現址成立賈桃樂學習主題館；實際上從2014年3月開始試營運。
2015年1月，每星期六開放參觀。
2015年4月，與中原大學合作成立中原大學分館。
2015年4月，開啟偏鄉校園職涯巡迴服務。
2016年8月，美國勞工部就業訓練署主任Norris T. Tyler III蒞臨參訪。
2016年11月，比利時聯邦社會保障公共服務部董事會主席Frank Van Massenhove蒞臨參訪。
2017年3月，與國立聯合大學合作成立聯合大學分館。
2017年6月，與新竹就業中心榮獲國家發展委員會第九屆政府服務品質獎。
2017年11月，與元培醫事科技大學合作成立元培分館。
2017年11月，與中華大學合作成立中華分館。 
2017年11月，歐盟就業總署副總署長Zoltán KAZATSAY蒞臨參訪。
2018年5月，與高雄市勞工博物館簽訂合作意向書，締結姊妹館。
2019年5月，與明新科技大學簽訂分館設立合作意向書。
2019年8月，賈桃樂學習主題館YouTube頻道開張經營。
2021年3月，Podcast頻道「賈桃樂職涯FUN心聊」首播。
2021年3月，與萬能科技大學合作成立萬能分館。
2021年3月，與明新科技大學合作成立明新分館。
2023年11月，與國立陽明交通大學合作成立陽明交大分館。

## 交通資訊
- 搭乘公車

1. 新竹市中正路麥當勞前新竹客運16路公車，請於「地政事務所站」下車，即可看到新竹就業中心賈桃樂學習主題館。
2. 或搭乘公車50路，請於「經國北大路口站」下車，再步行光華東街直行，約150公尺，即達新竹就業中心賈桃樂學習主題館。(步行約5~10分鐘) 回程請搭乘51路公車。

- 自行開車

1. 國道一號新竹交流道下，轉公道五路二段西行、轉經國路一段(台一線)接光華東街即達。
2. 地址：新竹市北區光華東街56號(座標：24.816344,120.975195)

- 停車資訊
  - 湳雅街公有停車場：新竹市北區湳雅街86巷旁。(步行約10分鐘)
  - 光華停車場：田美一街52號。(步行約5分鐘)
  - 新竹市北區行政大樓公有地下停車場：新竹市國華街69號。(步行約7分鐘)